# Магнитогорский округ
Магнитогорский округ — административно-территориальная единица в составе Челябинской области РСФСР, существовавшая в 1934—1936 годах.
Магнитогорский округ с центром в городе Магнитогорск был образован 20 декабря 1934 года в юго-западной части Челябинской области. В состав округа вошли город Магнитогорск и 4 района: Агаповский, Верхнеуральский, Кизильский и Нагайбакский. Районы делились на 56 сельсоветов.
20 октября 1936 Магнитогорский округ был упразднён, а его территория в полном составе возвращена в прямое подчинение Челябинской области.